# Slaget ved San Romano
Slaget ved San Romano er en serie af tre billeder af den kendte renæssancemaler Paolo Uccello. De blev malet 1435-1455.
Der er udstillet tre billeder i serien på National Gallery i London, på Galleria degli Uffizi i Firenze og på Louvre i Paris
- Parrocchia Santuario — La Madonna di San Romano Arkiveret 20. januar 2011 hos  Wayback Machine

| Kunst | Spire Denne artikel om kunst er en spire som bør udbygges. Du er velkommen til at hjælpe Wikipedia ved at udvide den. |